# Сауляшбаш
Сауляшба́ш (рос. Сауляшбаш, башк. Сәүәләшбаш) — присілок у складі Калтасинського району Башкортостану, Росія. Входить до складу Калтасинської сільської ради.
Населення — 21 особа (2010; 35 у 2002).
Національний склад:
- башкири — 63 %
- татари — 31 %